# Campionati italiani invernali di nuoto 2021
I XXIV Campionati italiani invernali di nuoto in vasca corta si sono svolti a Riccione tra il 30 novembre e il 1º dicembre 2021. 

## Podi

### Uomini
| Evento       | Oro                   | Tempo    | Argento             | Tempo    | Bronzo                      | Tempo    |
| Stile libero |                       |          |                     |          |                             |          |
| 50 m         | Lorenzo Zazzeri       | 21"25    | Leonardo Deplano    | 21"43    | Piero Codia                 | 21"60    |
| 100 m        | Thomas Ceccon         | 46"60    | Lorenzo Vendrame    | 47"27    | Luca Serio                  | 47"48    |
| 200 m        | Thomas Ceccon         | 1'43"45  | Filippo Megli       | 1'44"24  | Matteo Lamberti             | 1'44"54  |
| 400 m        | Gabriele Detti        | 3'39"74  | Matteo Lamberti     | 3'40"86  | Marco De Tullio             | 3'43"63  |
| 1500 m       | Matteo Lamberti       | 14'38"45 | Luca De Tullio      | 14'40"28 | Marcello Guidi              | 14'41"87 |
| Dorso        |                       |          |                     |          |                             |          |
| 50 m         | Lorenzo Mora          | 23"43    | Gianluca Andolfi    | 23"67    | Michele Busa Matteo Rivolta | 23"76    |
| 100 m        | Lorenzo Mora          | 50"30    | Simone Stefanì      | 50"93    | Simone Sabbioni             | 51"58    |
| 200 m        | Lorenzo Mora          | 1'50"27  | Matteo Restivo      | 1'53"91  | Christopher Ciccarese       | 1'54"52  |
| Rana         |                       |          |                     |          |                             |          |
| 50 m         | Simone Cerasuolo      | 25"85    | Fabio Scozzoli      | 26"20    | Nicolò Martinenghi          | 26"33    |
| 100 m        | Simone Cerasuolo      | 56"66    | Nicolò Martinenghi  | 56"97    | Alessandro Pinzuti          | 58"03    |
| 200 m        | Alessandro Fusco      | 2'05"28  | Luca Pizzini        | 2'05"57  | Andrea Castello             | 2'06"32  |
| Farfalla     |                       |          |                     |          |                             |          |
| 50 m         | Simone Stefanì        | 22"78    | Thomas Ceccon       | 22"89    | Gianluca Andolfi            | 22"91    |
| 100 m        | Simone Stefanì        | 49"13    | Piero Codia         | 50"86    | Alberto Razzetti            | 51"26    |
| 200 m        | Giacomo Carini        | 1'55"07  | Filippo Berlincioni | 1'55"08  | Matteo Ciampi               | 1'55"28  |
| Misti        |                       |          |                     |          |                             |          |
| 100 m        | Giovanni Izzo         | 51"73    | Alberto Razzetti    | 53"12    | Lorenzo Glessi              | 53"31    |
| 200 m        | Alberto Razzetti      | 1'54"64  | Lorenzo Tarocchi    | 1'56"60  | Giovanni Sorriso            | 1'57"58  |
| 400 m        | Pier Andrea Matteazzi | 4'07"99  | Lorenzo Tarocchi    | 4'08"69  | Lorenzo Glessi              | 4'09"12  |

### Donne
| Evento       | Oro                  | Tempo   | Argento                  | Tempo   | Bronzo                   | Tempo   |
| Stile libero |                      |         |                          |         |                          |         |
| 50 m         | Silvia Di Pietro     | 24"12   | Aglaia Pezzato           | 24"53   | Costanza Cocconcelli     | 24"54   |
| 100 m        | Costanza Cocconcelli | 53"67   | Elena Di Liddo           | 53"86   | Aglaia Pezzato           | 54"26   |
| 200 m        | Federica Pellegrini  | 1'54"95 | Rachele Ceracchi         | 1'56"49 | Margherita Panziera      | 1'57"08 |
| 400 m        | Simona Quadarella    | 4'03"29 | Martina Rita Caramignoli | 4'04"17 | Giulia Vetrano           | 4'08"64 |
| 800 m        | Simona Quadarella    | 8'12"76 | Martina Rita Caramignoli | 8'14"71 | Giulia Gabbrielleschi    | 8'25"40 |
| Dorso        |                      |         |                          |         |                          |         |
| 50 m         | Elena Di Liddo       | 26"55   | Martina Cenci            | 27"11   | Silvia Scalia            | 27"19   |
| 100 m        | Giulia D'Innocenzo   | 57"55   | Martina Cenci            | 57"91   | Margherita Panziera      | 58"52   |
| 200 m        | Margherita Panziera  | 2'03"49 | Martina Cenci            | 2'05"13 | Erika Francesca Gaetani  | 2'08"37 |
| Rana         |                      |         |                          |         |                          |         |
| 50 m         | Arianna Castiglioni  | 29"74   | Lisa Angiolini           | 30"35   | Ilaria Scarcella         | 30"40   |
| 100 m        | Arianna Castiglioni  | 1'04"58 | Martina Carraro          | 1'05"25 | Ilaria Cusinato          | 1'05"45 |
| 200 m        | Francesca Fangio     | 2'19"74 | Ilaria Cusinato          | 2'23"38 | Maria Letizi Piscopiello | 2'26"49 |
| Farfalla     |                      |         |                          |         |                          |         |
| 50 m         | Silvia Di Pietro     | 25"38   | Elena Di Liddo           | 25"77   | Giulia D'Innocenzo       | 25"93   |
| 100 m        | Elena Di Liddo       | 56"28   | Silvia Di Pietro         | 56"99   | Ilaria Bianchi           | 57"59   |
| 200 m        | Anna Pirovano        | 2'06"41 | Federica Greco           | 2'07"65 | Alessia Polieri          | 2'08"25 |
| Misti        |                      |         |                          |         |                          |         |
| 100 m        | Laura Letrari        | 1'00"23 | Francesca Fangio         | 1'00"77 | Sonia Laquintana         | 1'01"06 |
| 200 m        | Ilaria Cusinato      | 2'07"46 | Anna Pirovano            | 2'09"63 | Anita Gastaldi           | 2'11"02 |
| 400 m        | Ilaria Cusinato      | 4'32"56 | Anna Pirovano            | 4'36"35 | Francesca Fresia         | 4'38"42 |